# Uwantme2killhim?
uwantme2killhim? (também conhecido como U Want Me 2 Kill Him? e estilizado como Uwantme2killhim?) é um filme thriller britânico de 2013 dirigido por Andrew Douglas. O filme conta com os atores Jamie Blackley e Toby Regbo nos papéis principais e estreou no Festival Internacional de Cinema de Edimburgo, onde os dois atores ganharam o prêmio de Melhor Performance em Longa-Metragem Britânica. O filme é vagamente baseado em uma história real e acompanha dois estudantes que são atraídos para um mundo complicado de salas de bate-papo online, o que acaba levando a consequências bizarras.

## Trama
Em 2003, a detetive inspetora Sarah Clayton (Joanne Froggatt) tenta descobrir o que levou o estudante britânico Mark (Jamie Blackley) a esfaquear John (Toby Regbo). Os eram aparentemente amigos, mas Mark afirma que o crime foi necessário. À medida que ela se aprofunda no crime e nos dois adolescentes, ela descobre que Mark frequentava salas de chat online e ficou fascinado por Rachel (Jaime Winstone), uma mulher que ele conheceu em uma dessas salas. A seu pedido, ele concorda em fazer amizade com o irmão dela, John, um rapaz frequentemente intimidado no ambiente escolar. Mark rapidamente começa a ouvir os relatos de Rachel sobre a violência doméstica por parte de seu namorado Kevin (Mingus Johnston), acreditando que eles não possam se encontrar porque ela está em um programa de proteção a testemunhas.
Mark fica horrorizado quando John o informa que Rachel fora morta por Kevin, fazendo-o começar a planejar uma vingança contra ele. A sanidade de Mark se desintegra lentamente, culminando no início de seus planos de esfaquear John após uma conversa com Janet (Liz White), uma agente do MI5, que lhe diz que John é uma pessoa de interesse da agência. Eventualmente é revelado que John orquestrou toda a trama e que nunca existira Rachel ou Janet, mas sim que John fingiu ser várias pessoas para chegar até Mark.

## Elenco
- Jamie Blackley como Mark
- Toby Regbo como John
- Joanne Froggatt como DI Sarah Clayton
- Liz White como Janet
- Jaime Winstone como Rachel
- Mark Womack como o pai de Mark
- Amy Wren como Zoey
- Louise Delamere como a mãe de Mark
- James Burrows como Ryan Robins
- Stephanie Leonidas como Kelly
- Mingus Johnston como Kevin

## Recepção
A recepção crítica para uwantme2killhim? foi de mediana para positiva. Elogios comuns nas críticas centram-se na atuação de Blackley e Regbo, com o Screen Daily comentando que os dois tiveram "atuações fortes", coisa que reflete o prêmio no Festival de Edimburgo. Já outras críticas questionaram a necessidade do filme de repetir elementos da trama e a verossimilhança de algumas cenas.

### Prêmios
- Festival Internacional de Cinema de Edimburgo de 2013, Prêmio de Melhor Performance em Longa-Metragem Britânico[3]